# Kediri
Pour l’article homonyme, voir Kabupaten de Kediri.

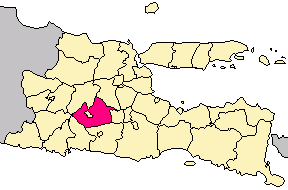
Le kabupaten de Kediri dans Java oriental. En ocre au milieu, la ville de Kediri proprement dite.

Kediri est une ville d'Indonésie ayant le statut de kota dans la province de Java oriental, sur le fleuve Brantas, au sud-ouest de Surabaya, la capitale provinciale. Elle est le chef-lieu du kabupaten du même nom.

### La residentie de Kediri

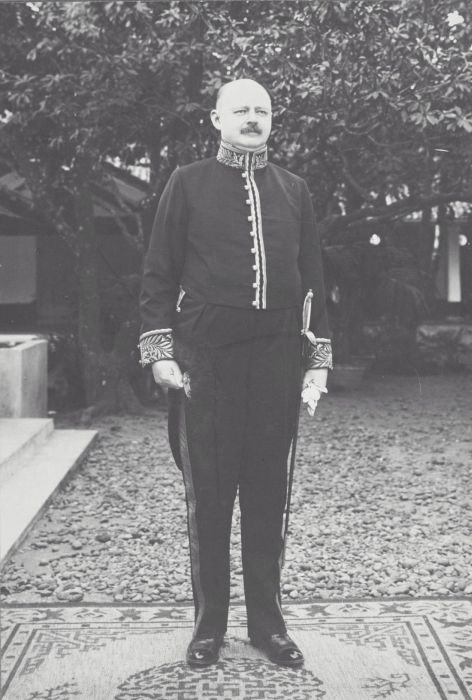
L. F. Dingemans, resident de Kediri (1923)

## Archéologie

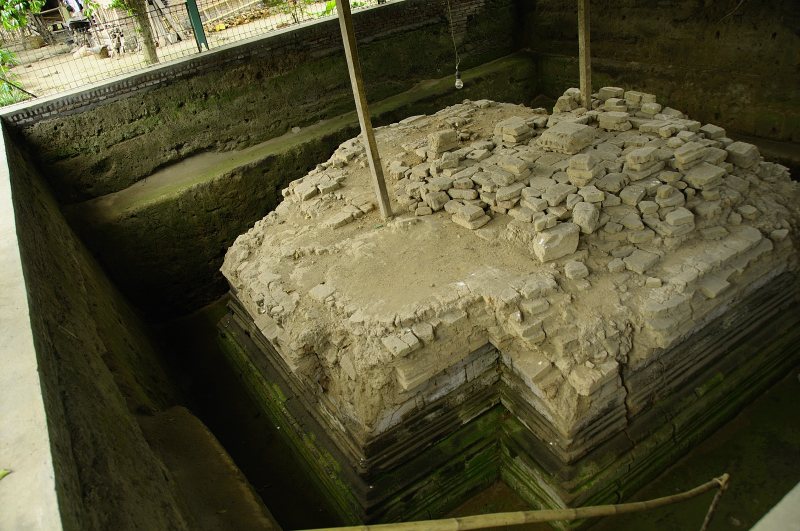
Le temple de Dorok, dans le village de Manggis

## Culture et tourisme
On trouve près de la ville de Pare dans la région de Kediri, deux temples de la fin du XIVe siècle, donc de l'époque du royaume de Majapahit.
Le temple de Surawana a été construit en 1390 apr. J.-C. comme mémorial à Wijayarajasa, prince de Wengker. Il n'en reste que la plate-forme de base. Des bas-reliefs représentent des scènes de récits populaires et du poème épique Arjunawiwaha, parfois comiques voire obscènes.
Le temple de Tigowangi a été construit en l'honneur du prince Bhre Matahun, beau-frère du roi Hayam Wuruk de Majapahit (règne 1350-1389). Des bas-reliefs racontent le Sudamala, c'est-à-dire l'histoire d'Uma, épouse de Shiva, condamnée par son mari à devenir la terrible déesse Durga.
Une autre curiosité est l'église de Puhsarang, située à 6 km de Kediri. L'architecture de cette église catholique combine des éléments javanais et européens.

### Sanctuaire de Joyoboyo
Dans le village de Menang, à huit kilomètres au nord de Kediri, se trouve un sanctuaire où la tradition javanaise pense qu'a eu lieu la moksha (disparition) du roi légendaire Joyoboyo. Lors du Nouvel an javanais ou 1er du mois de Suro, s'y tient une cérémonie en son honneur. Le site consiste en :
- l'endroit où Joyoboyo a disparu ;
- la source de Kamandanu ;
- le lieu de méditation de Mpu Baradah ;

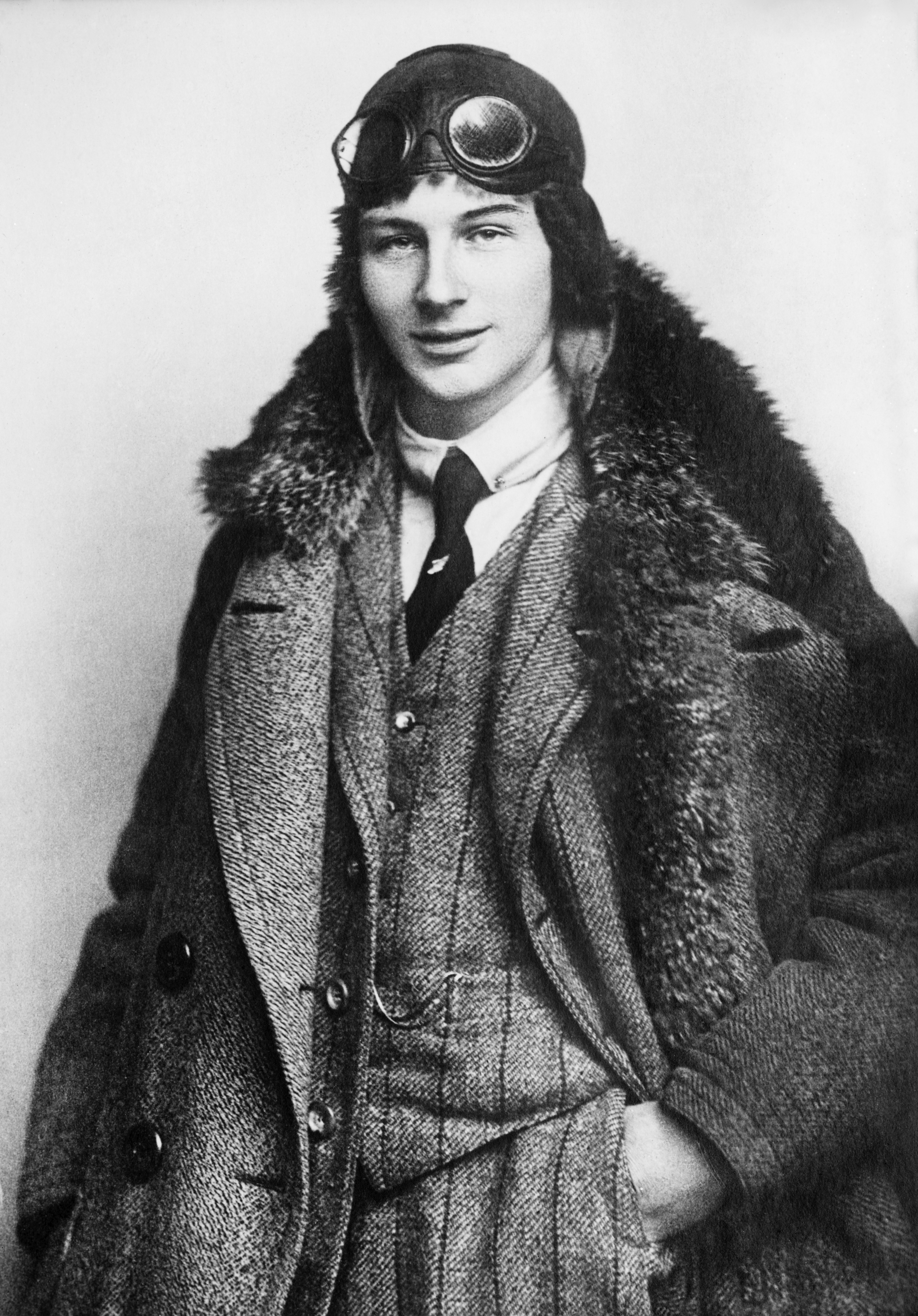
Anthony Fokker

- la statue de Totok Kerot.

## Personnalités

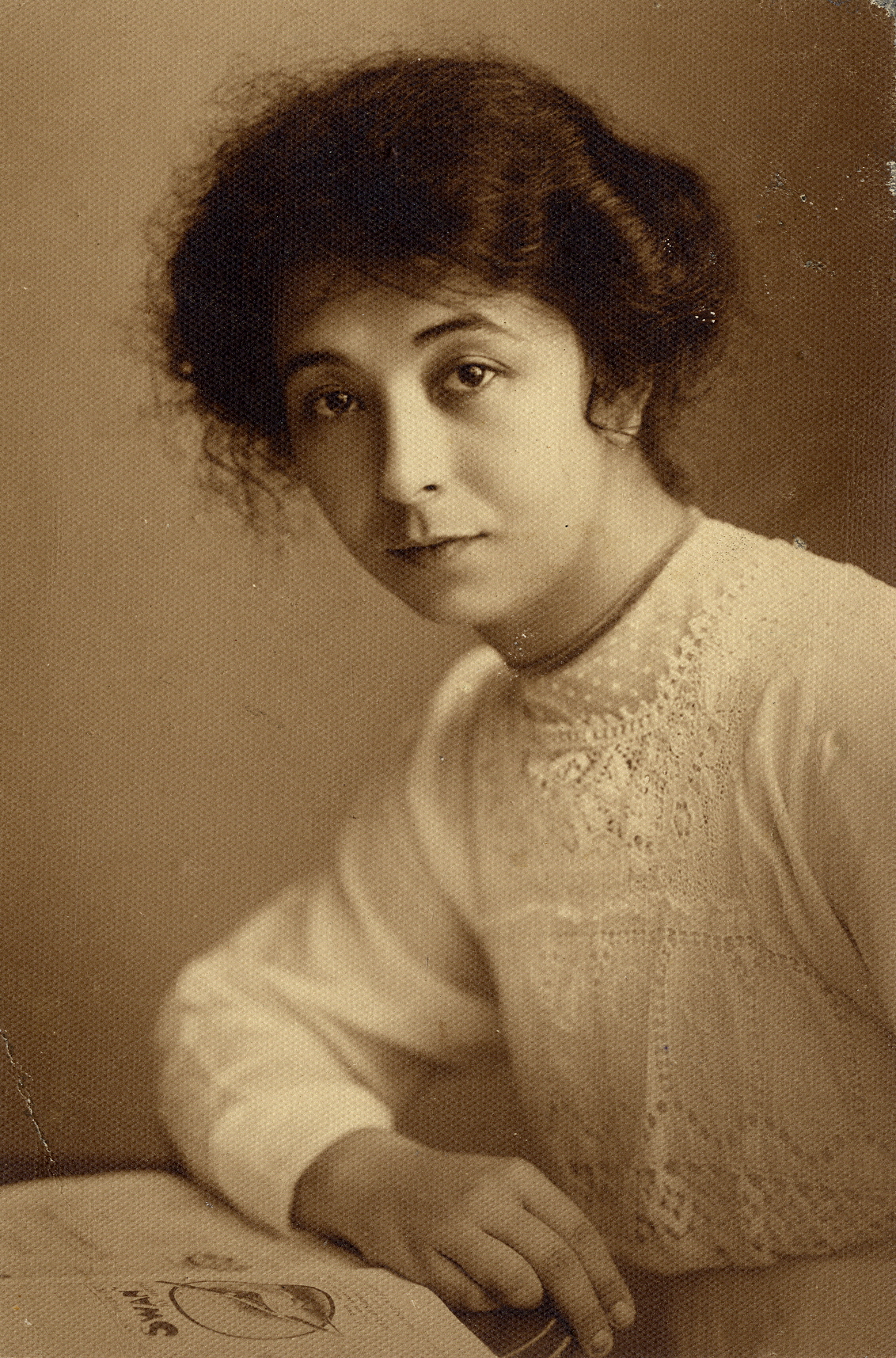
Thilly Weissenborn.

Le constructeur d'avions néerlandais Anthony Fokker est né à Kediri, tout comme la photographe Thilly Weissenborn.

## Adipati et régents de Kediri

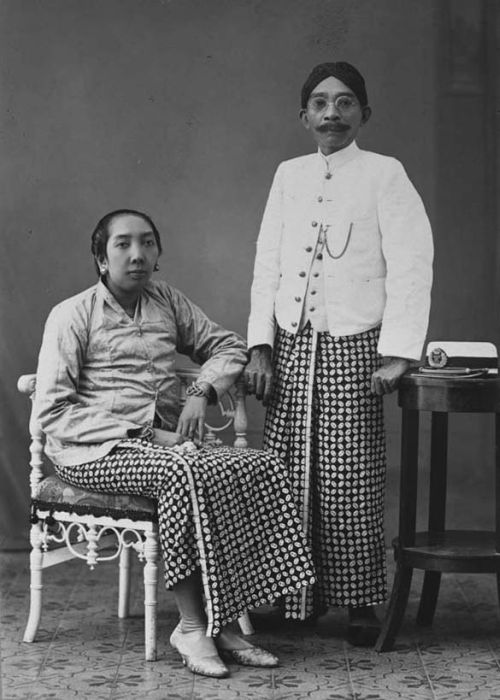
Raden Tumenggung Danoediningrat, regent de Kediri (vers 1920)